# Västaustralisk kakadua
Västaustralisk kakadua (Cacatua pastinator) är en kakadua endemisk för Australien.

## Utseende och läte
Västaustralisk kakadua är en liten kakadua med en lång spetsig näbb och en kraftig kort tofs. Fjäderdräkten är helt vit med en skär fläck framför det av blå bar huvd omringade ögat. Nakenögd kakadua har mycket kortare näbb och tofs. Långnäbbad kakadua har även kortare tofs men också en röd fläck på bröstet. Lätet är ett oroat, darrande skri, något lägre än nakenögd kakadua och mindre avklippt än långnäbbad kakadua.

## Utbredning och systematik
Västaustralisk kakadua delas in i två underarter med följande utbredning:
- Cacatua pastinator derbyi – Western Australia (Dongara till Moora och Quairading)
- Cacatua pastinator pastinator – sydvästra Western Australia (Lake Muir och Unicupområdet)

## Status
Underarten pastinator har minskat kraftigt i antal under 1900-talet, eftersom den betraktades som ett skadedjur då den åt spannmål. Efter att skyddsåtgärder vidtagits har den dock kunnat återhämta sig. Underarten derbyi finns i det norra vetebältet i Western Australia och har drabbats av biotopförlust eftersom mark har röjts för odling. Ändå har den utvidgat sitt utbredningsområde under senare år. Internationella naturvårdsunionen IUCN kategoriserar arten som livskraftig.